# 몬덱스
몬덱스(Mondex)는 마스터카드의 전자화폐 브랜드이자 구현했던 시스템이다.
몬덱스는 영국 National Westminster Bank의 Tim Jones와 Graham Higgins가 고안했다고 한다. 이 시스템은 1992년부터 런던을 거점으로 하는 약 6,000 명의 NatWest 직원들의 회사내 시험을 실시했다고 한다. 1993년 12월에 공개했다. 1995년 7월부터 윌트셔주 스윈던에 새로 설립된 Mondex International에 의해 지불시스템의 첫 번째 공개 시험을 실시했다. BT, NatWest 및 Midland Bank 마을 주차장, 공중 전화, 버스 및 700 점포 소매점에 유통 단말기, 포스기 설치, Mondex 발행 등 초기의 단계에서는 판매 기기 및 스마트 카드의 개발과 생산등 많은 것들이 필요했다. 그 후 2001년에 MasterCard International가 몬덱스의 49%를 소유하고 있다.
마스터카드 월드와이드는 마스터카드(MasterCard®), 직불 카드망인 마에스트로(Maestro®), ATM망인 시러스(Cirrus®), 전자화폐 몬덱스(Mondex®) 브랜드를 통해 210여 개국에 있는 소비자 및 기업을 위한 결제 서비스를 제공하고 있다.
Z표기는 Mondex에 대한 보안 특성을 증명하는데 사용되며, ITSEC의 가장 인정받는 보안 수준 E6에 해당된다.
Mondex 카드는 개인간의 송금을 허용하는 오픈 시스템으로, 은행의 중앙시스템을 통하지 않고 카드와 카드 또는 개인과 개인사이에 돈을 이체 할 수 있다. 또한 IC 칩에 현금 정보를 보유하고 현금처럼 사용할 수 있다. 동시에 5개국의 통화를 저장할 수 있다.
한국에서는 Mondex Korea가 설립되어 COEX 전시장, 제주도에서 전자화폐 시범서비스 실시했으며, 국민은행, 조흥은행, 현대종합상사, 마스터인터네셔날등 10개사가 출자했었다.
Mondex Korea는 통신 송금을 위한 국제 무료 전화 시스템을 가진 몬덱스텔레컴 과 국제 통신 네트워크를 가진 몬덱스네트웍에 투자했다. 몬덱스 전자화폐사업은 Mondexcard.com 에서 2019년에 다시 시작하려는 움직임이 있고 그 소유권은 한국의 유철웅이 보유하고 있다. 

## 특징
- 외형 : 신용 카드
- 전화, 인터넷 등의 통신망을 통한 원거리 자금이체 기능 (US 6206283 B1)
- 금융기관의 개입없이 카드와 카드간의 자금이체
- 한 장의 카드에 최대 5개국 통화 저장 기능
- 국제거래에 따른 대금결제 가능
- 몬덱스 지갑을 통해 잔액조회, 자금이체 기능
- 온라인 및 오프라인 결제수단 제공
- 카드 거래 목록 유지 (금액, 시간 및 단말 식별자).
- 인터넷 소액 결제 가능.
- RSA, 3-DES를 사용
- 현존 기술로 가장 보안성이 노은 전자화폐 (ITSEC E6 등급 인증)